# Alberto Jódar
Alberto Jódar Moya (Madrid, España, 7 de febrero de 1991) es un exjugador español de baloncesto. Jugaba de alero o ala-pívot.

## Trayectoria
Alberto Jódar se ha formado en la cantera del Baloncesto Fuenlabrada. La temporada 2007-2008 jugó en el equipo que tiene el Fuenlabrada en la Liga EBA. En la temporada 2008-09 debutó en el primer equipo el 5 de octubre de 2008 frente al CB Murcia. En julio de 2009 fue contratado por el Real Madrid para integrar el filial de la LEB Plata.
En agosto de 2011 rescinde su contrato con el Real Madrid y da el paso a la ACB firmando por una temporada con el Lucentum Alicante. Después de diversos problemas físicos se retira en el año 2013.

## Selección nacional
Ha sido internacional con la Selección de baloncesto de España a nivel júnior y cadete. Con la selección cadete ganó el Campeonato Europeo de Baloncesto cadete de 2006 celebrado en Jaén (España) y fue plata en el del año 2007, celebrado en Rethimnon (Grecia), formando parte del quinteto ideal. También disputó el Campeonato Europeo de Baloncesto Sub-18 de 2008y de 2009, finalizando en ambos en el quinto puesto. Fue convocado para el campeonato Sub-22 de 2010 Fue convocado para el Campeonato Europeo de Baloncesto Sub-18 de 2009 de Francia.
En verano de 2011 se proclama campeón del Campeonato Europeo de Baloncesto sub-20 disputado en Bilbao siendo un hombre importante en la rotación del equipo, destacando por su tiro exterior y su intensidad defensiva.